# Голгофо-Распятский скит
Голгофо-Распятский скит — один из скитов Соловецкого монастыря, основанный в начале XVIII века иноком Соловецкого монастыря преподобным Иовом на Анзерском острове Соловецкого архипелага.

## История скита

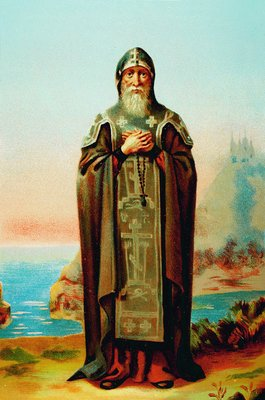
Основатель скита — Преподобный Иов Анзерский. Хромолитография. 1897 год

Согласно агиографическому житию основателя скита, преподобного Иова Анзерского (в схиме — Иисуса), 18 июня 1712 г. ему, в то время — строителю Троицкого скита, во сне явилась пресвятая Богородица с преподобным Елеазаром Анзерским. Богородица благословила Иисуса Анзерского основать новую обитель на высокой горе острова Анзер с храмом в честь Распятия Господня и предсказала, что эта гора станет «второй Голгофой», где многие мученики пострадают за Христа. 15 июля 1713 года архиепископ Холмогорский Варнава своей грамотой благословил устройство скита, а также строительство каменных храмов: в честь Распятия Господня на горе Голгофа и в честь Успения Божией Матери под горой. Однако, из-за недостатка средств, вместо каменных храмов была построена деревянная церковь, освященная 15 мая 1715 года архимандритом Фирсом в честь Распятия Господня. К церкви дополнительно были пристроены колокольня, паперть и трапезная.

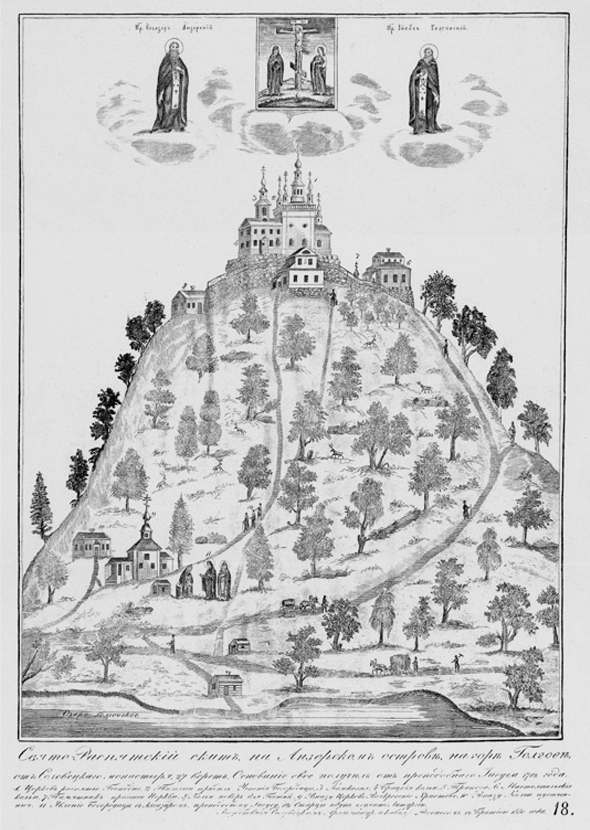
Голгофо-Распятский скит. 30-е годы XIX века

Схимонахом Иисусом в скиту был введен строгий устав, предполагавший кроме обычных монашеских правил, ежедневное чтение каждым монахом 5 кафизм из Псалтири, 500 молитв Иисусовых и 300 земных поклонов. Согласно уставу у монахов отсутствовало личное имущество, трапеза состояла только из овощей и постного масла, женщины в скит совершенно не допускались. После кончины Иисуса Анзерского в скиту остались только два монаха, а остальные переселились в Соловецкий монастырь и Свято-Троицкий скит. С этого момента Голгофо-Распятский скит постепенно начинает приходить в запустение. 23 июля 1723 года указом Святейшего Синода он был объединен с Троицким скитом, а в 1764 приписан к Соловецкому монастырю. «Ведомость о монастырях» от 1781 года сообщала, что в скиту никто не живёт и «монашеские самые малые кельи прогнили и развалились».
Возрождение скита произошло в начале XIX века и связано с деятельностью соловецкого архимандрита Досифея. При нём в 1828 году на горе Голгофе была проложена дорога, а 13 сентября 1830 года был освящён новый каменный 2-ярусный 5-главый храм в честь Распятия Господня и при нём теплый придел в честь Успения Божией Матери, где положены мощи преподобного Иисуса Анзерского. В 1831 году была построена первая гостиница для паломников. В 1835, первоначально существовавший в скиту деревянный храм, был перенесён к подножию горы и освящён в честь Воскресения Христова. Примерно в это же время были построены двухэтажный каменный корпус, трапезная, поварня, другие хозяйственные постройки. В Успенском приделе у мощей основателя скита было установлено непрерывное чтение псалтири, которое поручалось 6 инокам, «никаким другим послушанием не занятым». Архимандритом Досифеем был восстановлен скитский устав с тем лишь отличием, что монахам разрешалось вкушение рыбы в праздничные дни, так как, по его словам, «ныне иноки до зела ослабели и никто не хочет без сладостныя пищи в ските жительствовати».
В 1923—1939 годах на территории скита располагалось отделение Соловецкого лагеря особого назначения (СЛОН). Часть из находившихся здесь заключенных были православными и католическими священниками. Также здесь содержались женщины-уголовницы, больные венерическими заболеваниями, наркоманки, проститутки, воровки. Общее количество заключенных в бывшем Голгофо-Распятском ските составляло около 300 человек. В феврале 1929 года здесь скончался от тифа священномученик архиепископ Воронежский и Задонский Петр (Зверев).

## Архитектурный ансамбль
- Церковь Распятия Христова (1827—1830 гг.)
- Деревянная церковь Воскресения Христова на кладбище (1715 г.)

## Современное состояние

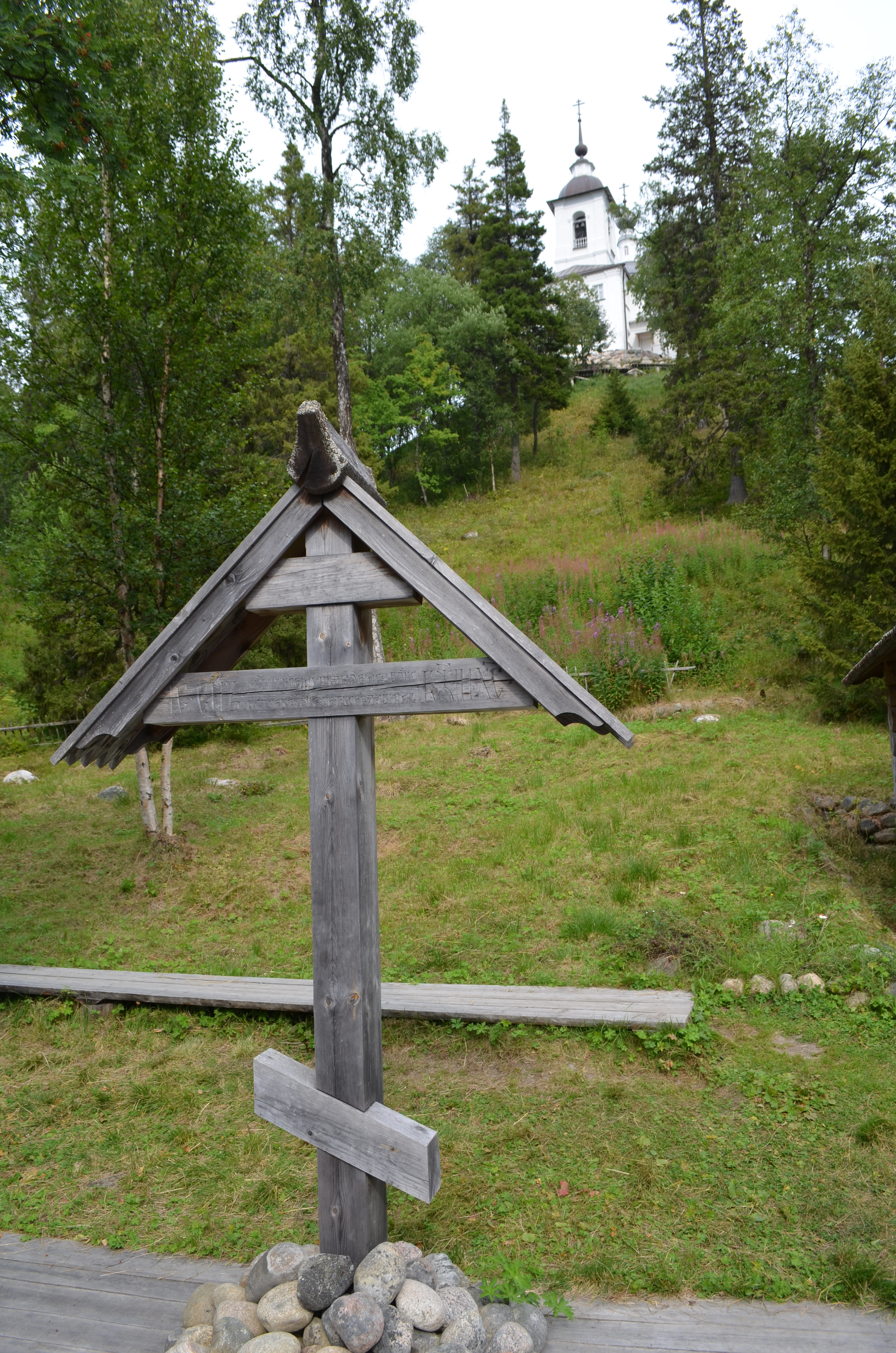
Поклонный крест и храм Распятия Господня. 2013 год

В 1994 году у подножия горы Голгофы был установлен поклонный крест в память православных иерархов, содержавшихся в заключении на Анзерском острове. В 1998 году был построен небольшой келейный корпус, в котором летом проживали монахи Соловецкого монастыря. В 2000 году были обретены мощи преподобного Иисуса Анзерского. В 2001 году отреставрирован Воскресенский храм у подножия горы Голгофы, в 2008 — каменный храм Распятия Господня на её вершине.